# Пёстрый ток
Пёстрый ток (лат. Lophoceros fasciatus) — вид африканских птиц из семейства птиц-носорогов. Подвидов не выделяют. Ранее его включали в род токо.

## Описание
Пёстрый ток достигает длины около 50 см; самцы весят от 250 до 316 г, самки значительно мельче и весят от 227 до 260 г. У взрослых самцов голова, верхняя часть груди и всё оперение верхней части тела чёрного цвета. Перья на спине и кроющих перьях крыльев имеют металлический блеск. Рулевые перья чёрные, внешние рулевые перья почти полностью белые, что создаёт впечатление, будто хвост рассечён продольными чёрно-белыми полосами. Нижняя сторона тела беловатая. Второстепенные и первостепенные маховые  перья чёрные. Первостепенные маховые с узкой каймой коричневатого цвета. Клюв самцов достигает длины от 9 до 11,7 см. На надклювье имеется каска, резко обрывающаяся непосредственно перед кончиком клюва. Клюв бледно-жёлтый с тёмно-красным кончиком. Каска бледно-жёлтого цвета с широкими чёрными продольными полосами. Голая кожа вокруг глаз и неоперённые участки горла тёмно-синие. Радужная оболочка коричневая, ноги от коричневато-зелёного до чёрного цвета. У взрослых самок клюв и каска меньше, кончик клюва чёрный, а пятно на горле оранжевое. Молодые особи ещё немного мельче, у них бледно-жёлтый клюв, без выраженной каски, тёмно-серые глаза, розоватая кожа лица, и только кончики второго и третьего крайних рулевых перьев белые.

## Распространение
Пёстрый ток распространён от юго-востока Нигерии до севера Анголы и Уганды.

## Питание
Питание состоит из насекомых и плодов. Птицы часто питаются на деревьях, особенно на масличных пальмах.

## Образ жизни
Полёт птиц волнообразный. Эта яркая птица, живущая в стаях, обращает на себя внимание криком «пии-пии-пии».

## Размножение
Самка кладёт до 4-х яиц в дупло дерева, которое затем замуровывает глиной, навозом и кашицей из плодов. Она оставляет небольшое отверстие, чтобы самец мог передавать для неё и птенцов корм. Чтобы дупло оставалось чистым, помёт выбрасывается через отверстие наружу. Если птенцам вместе с матерью становится слишком тесно в дупле, она освобождает проход и покидает дупло. Затем дупло снова замуровывается и уже оба родителя кормят птенцов.